# Neolentinus
Neolentinus Redhead & Ginns (twardoskórzak) – rodzaj grzybów z rzędu niszczycowców (Gloeophyllales). 

## Systematyka i nazewnictwo
Pozycja w klasyfikacji według Index Fungorum: Gloeophyllaceae, Gloeophyllales, Incertae sedis, Agaricomycetes, Agaricomycotina, Basidiomycota, Fungi.
W Polsce występują 3 gatunki. Zaliczane były do rodzaju Lentinus, stąd ich polskie nazwy twardziak.

## Gatunki
- Neolentinus adhaerens (Alb. & Schwein.) Redhead & Ginns 1985 – twardoskórzak lepki
- Neolentinus cirrhosus (Fr.) Redhead & Ginns 1985
- Neolentinus cyathiformis (Schaeff.) Della Maggiora & Trassinelli 2014 – twardoskórzak pucharowaty
- Neolentinus dactyloides (Cleland) Redhead & Ginns 1985
- Neolentinus kauffmanii (A.H. Sm.) Redhead & Ginns 1985
- Neolentinus lepideus (Fr.) Redhead & Ginns 1985 – twardoskórzak łuskowaty
- Neolentinus pallidus (Berk. & M.A. Curtis) Redhead & Ginns 1985
- Neolentinus papuanus (Hongo) Redhead & Ginns 1985
- Neolentinus ponderosus (O.K. Mill.) Redhead & Ginns 1985

Nazwy naukowe na podstawie Index Fungorum. Nazwy polskie na podstawie rekomendacji Komisji ds. Polskiego Nazewnictwa Grzybów.